# Comté de Deaf Smith
Le comté de Deaf Smith, en anglais : Deaf Smith County, est un comté situé dans le nord de l'État du Texas aux États-Unis. Fondé le 19 novembre 1876, son siège de comté est la ville de Hereford. Selon le recensement de 2020, sa population est de 18 583 habitants. Le comté a une superficie de 3 880 km2, dont 3 878 km2 en surfaces terrestres. Il est nommé en l'honneur d'Erastus Smith, un soldat de la révolution texane qui était surnommé Deaf (en français : sourd).

## Comtés adjacents
|                | Comté d'Oldham      |                  |
| Comté de Quay  | comté de Deaf Smith | Comté de Randall |
| Comté de Curry | Comté de Parmer     | Comté de Castro  |

## Démographie
Lors du recensement de 2010, le comté comptait une population de 19 372 habitants. En 2017, la population est estimée à 18 836 habitants.

Pyramide des âges du comté de Deaf Smith (2000).

| Groupe                           | Comté de Deaf Smith | Texas | États-Unis |
| -------------------------------- | ------------------- | ----- | ---------- |
| Blancs                           | 77,8                | 70,4  | 72,4       |
| Autres                           | 17,3                | 10,6  | 6,4        |
| Métis                            | 2,4                 | 2,7   | 2,9        |
| Afro-Américains                  | 1,3                 | 11,9  | 12,6       |
| Amérindiens                      | 0,9                 | 0,7   | 0,9        |
| Asiatiques                       | 0,3                 | 3,8   | 4,8        |
| Total                            | 100                 | 100   | 100        |
|                                  |                     |       |            |
| Hispaniques et Latino-Américains | 67,3                | 37,6  | 16,7       |